# 長門市站
長門市站（日语：／ Nagatoshi eki */?）是位於日本山口縣長門市，屬於西日本旅客鐵道（JR西日本）的鐵路車站。本站的站内設有JR西日本廣島支社長門鐵道部，並負責益田站至小串站間（包括仙崎支線）的山陰本線、美禰線全線、山陰本線仙崎支線的運行管理及設施管理。
山口縣内行走的山陰本線於本站分成益田站、小串站、下關站方向等運行系統。仙崎支線與美祢線實行相互乘入，是北浦地區山陰線連接下關、幡生的大站。

## 歷史
- 1924年(大正13年)11月3日 正明市站開業
- 1928年(昭和3年)12月9日 正明市～黄波戶開通
- 1930年(昭和5年)5月15日 仙崎支線開通
- 1962年(昭和37年)11月1日 改名長門市站。
- 2024年3月23日，長門市站迎來開業的100周年，並在當日舉行紀念活動[1][2]。

## 車站構造
2面4線島式月台的地面車站（側式、島式的複合型2面3線，加上側式的1號月台的切欠式月台0號月台），站内有多條留置線。西側有舊轉車台所殘留的扇形庫，和舊日蒸氣機關車的車輛基地。

### 月台配置
| 月台 | 路線      | 方向     | 目的地               |
| ---- | --------- | -------- | -------------------- |
| 0    | （停用）  | （停用） | （停用）             |
| 1    | ■山陰本線 | 下行     | 瀧部、小串、下關方向 |
| 1    | ■山陰本線 | 上行     | 奈古、益田方向       |
| 2    | ■美禰線   | ■美禰線  | 美禰、厚狹方向       |
| 2    | ■山陰本線 | 仙崎線   | 往仙崎               |
| 2    | ■山陰本線 | 下行     | 瀧部、小串、下關方向 |
| 3    | ■山陰本線 | 上行     | 奈古、益田方向       |
| 3    | ■山陰本線 | 下行     | 瀧部、小串、下關方向 |
| 3    | ■山陰本線 | 仙崎線   | 往仙崎               |
| 3    | ■美禰線   | ■美禰線  | 美禰、厚狹方向       |

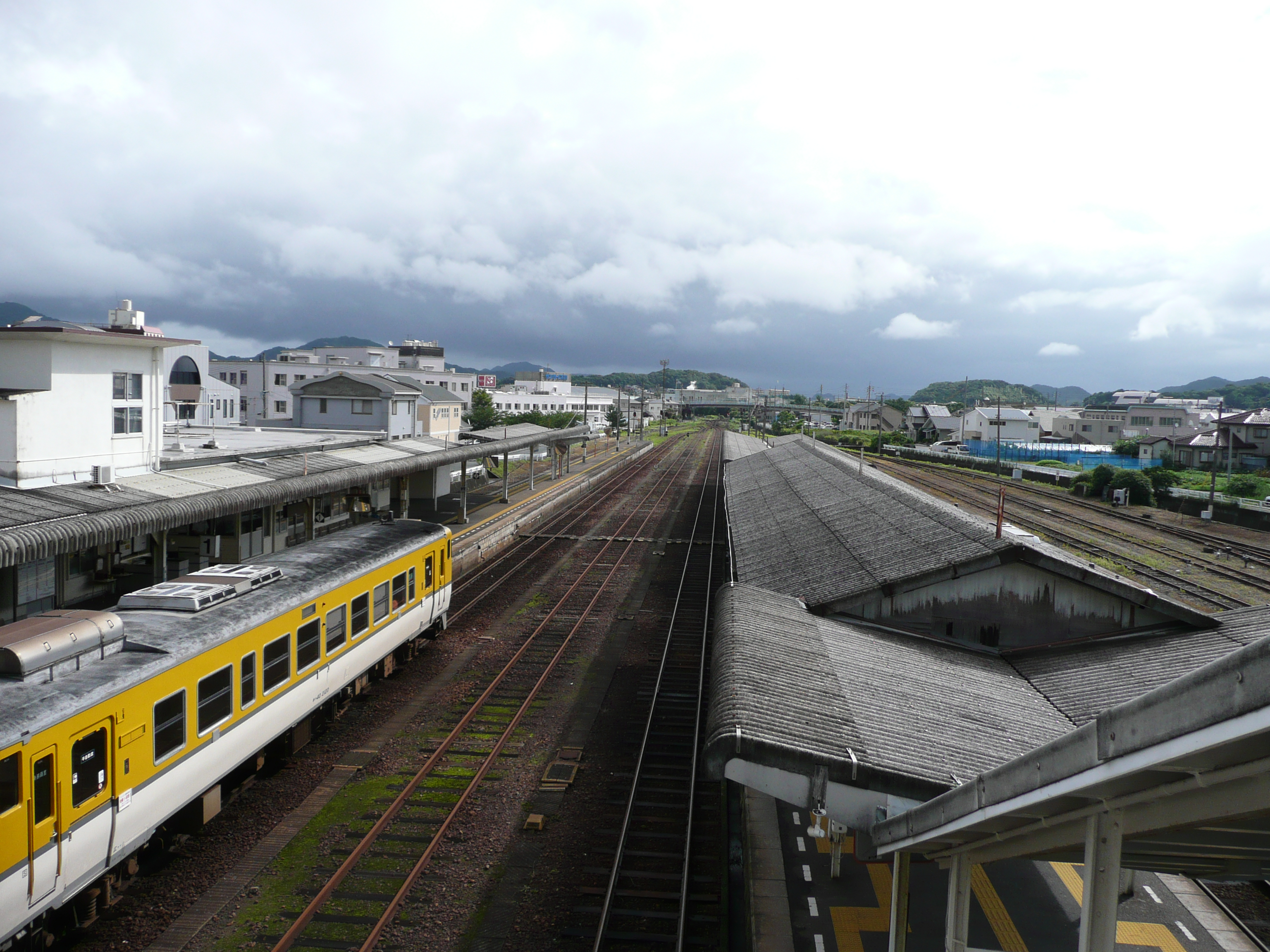
益田／東萩方向
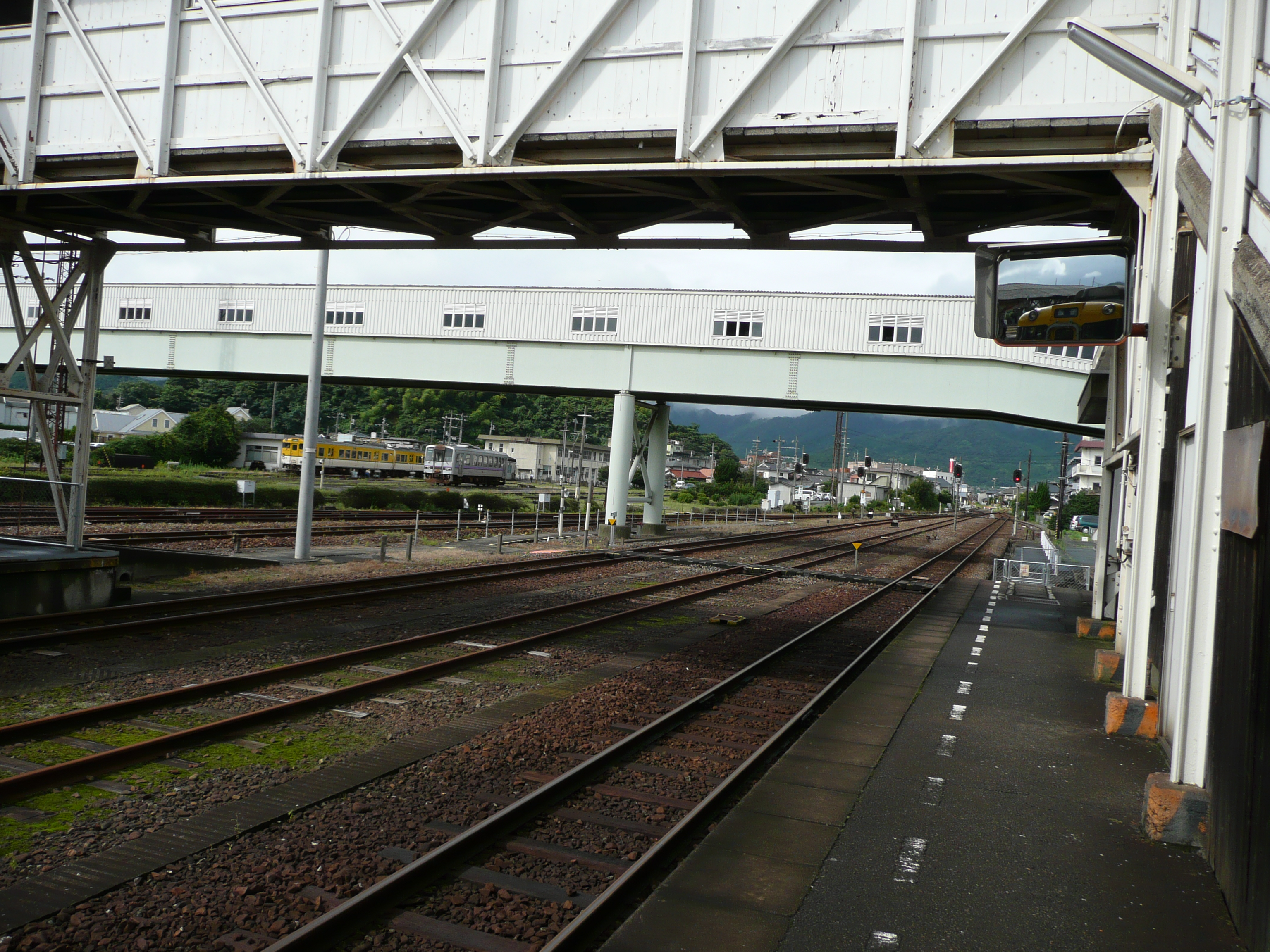
下關方向／滝部方向
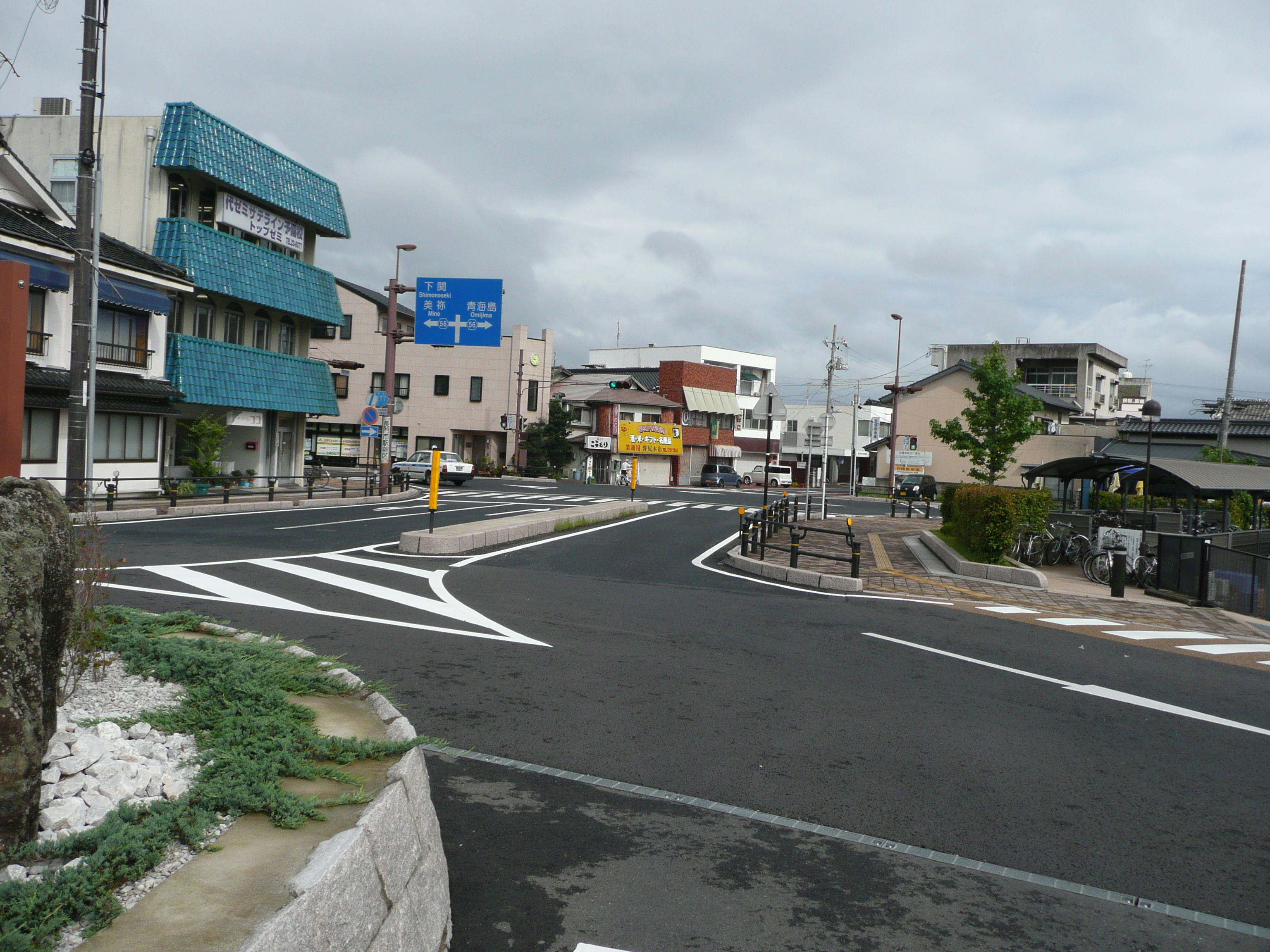
车站前
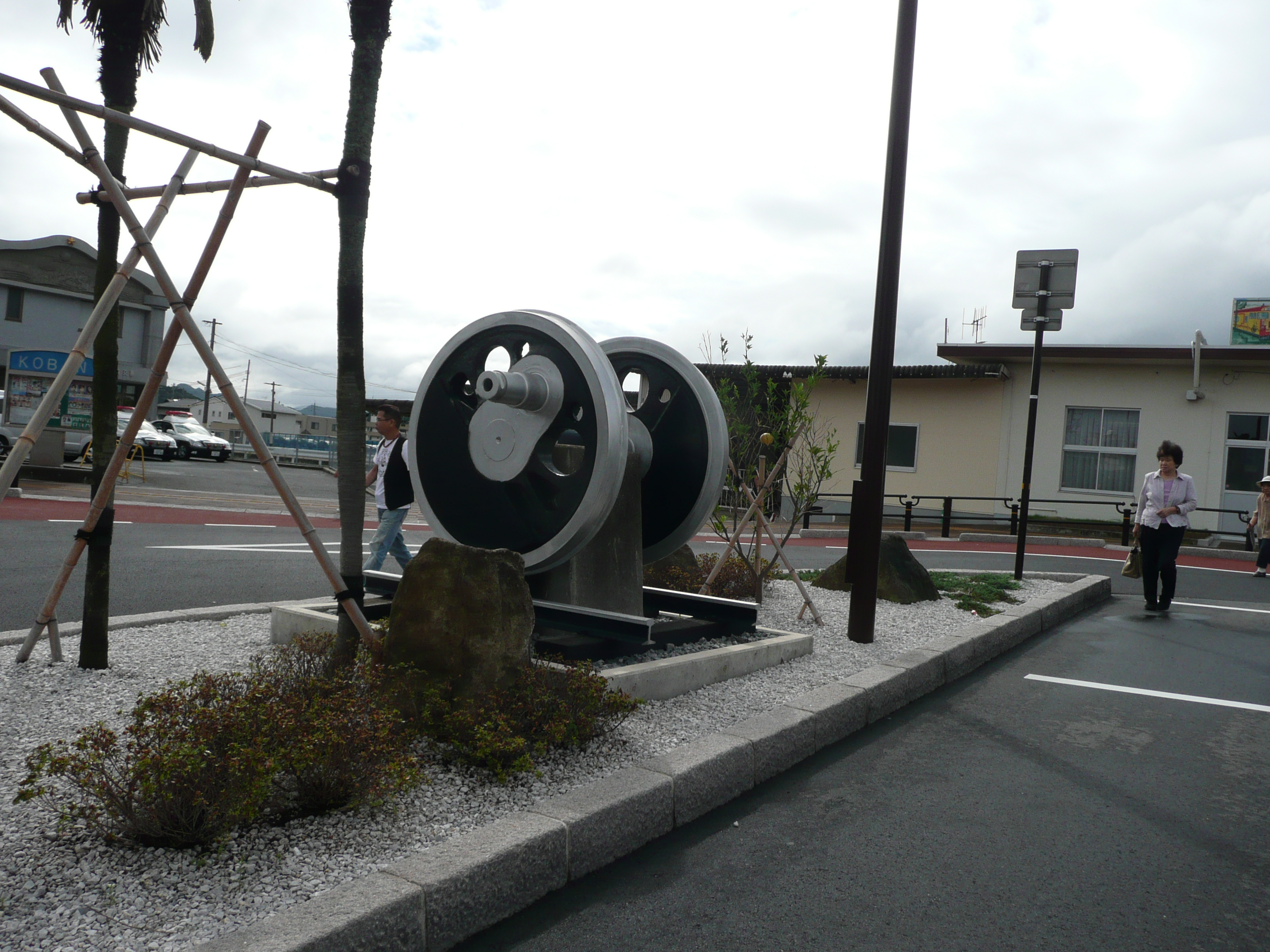
车站前有的车轮
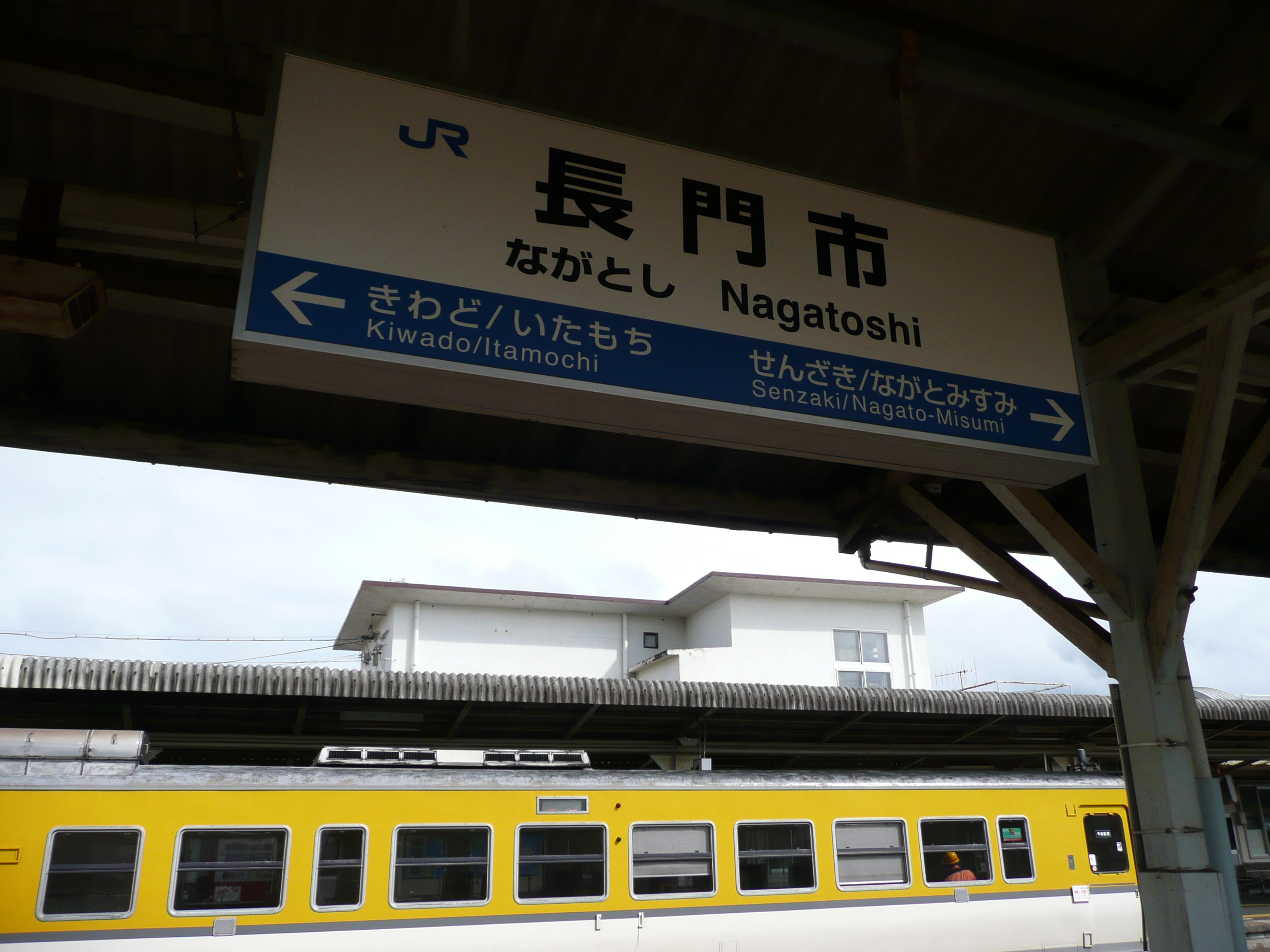
车站名标志
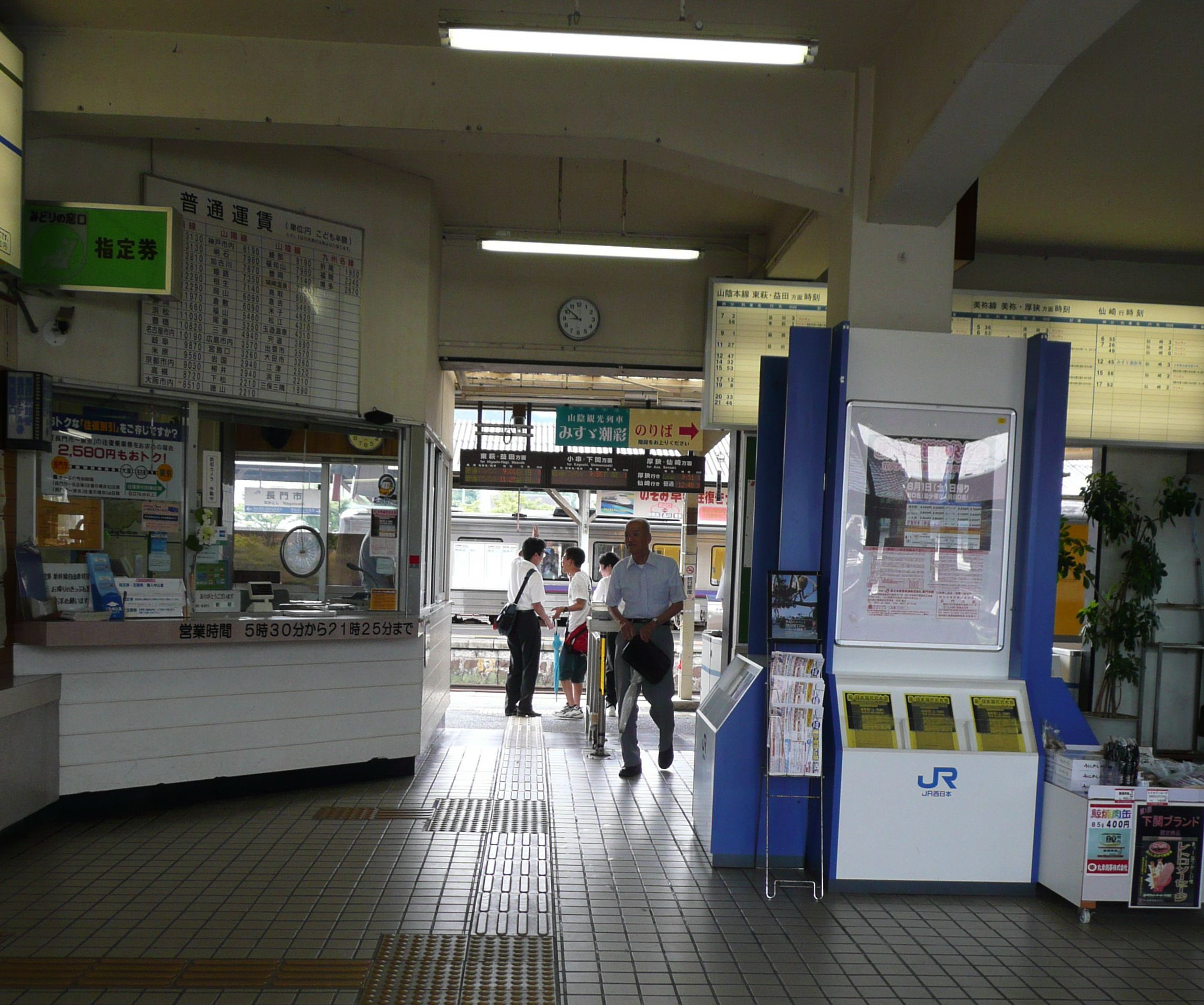
检票口

## 車站周邊
國道191號於車站南通過。
- 長門市役所
- 長門郵便局
- 長門警察署
- 長門中央酒店
- WAVE、FM AQUA

## 相鄰車站
西日本旅客鐵道
■山陰本線
長門三隅－長門市－黃波戶
■美禰線、■山陰本線（仙崎支線）
板持（美禰線）－長門市－仙崎（山陰本線）

## 外部連結
- JR西日本（長門市站） （页面存档备份，存于）